# Fredriksbergsskolan
Fredriksbergsskolan är en grundskola i Ronneby för årskurserna F-6 det vill säga från förskoleklass upp till 6 klass. Skolan är en av Sveriges största låg- och mellanstadieskolor och byggdes ursprungligen 1915 i stadsdelen Fredriksberg. Skolans huvudbyggnad är uppförd i nationalromantisk arkitektur efter ritningar av Oscar Hägg med fasad och taktäckning i rött lertegel. Skolans huvudbyggnad och tillhörande gymnastiksal är skyddad mot förvanskning i Ronneby kommuns detaljplan på grund av sitt estetiska, arkitektoniska och kulturhistoriska värde. Byggnaden står nämligen estetiskt oförvanskad och som ett tydligt exempel på sekelskiftets utbyggnad av skolväsendet i landet som helhet. Med sin placering på en höjdrygg söder om stadens centrum och tack vare byggnadens höjd utgör skolan också ett landmärke i den södra delen av Ronneby tätort.